# Dean Lewis

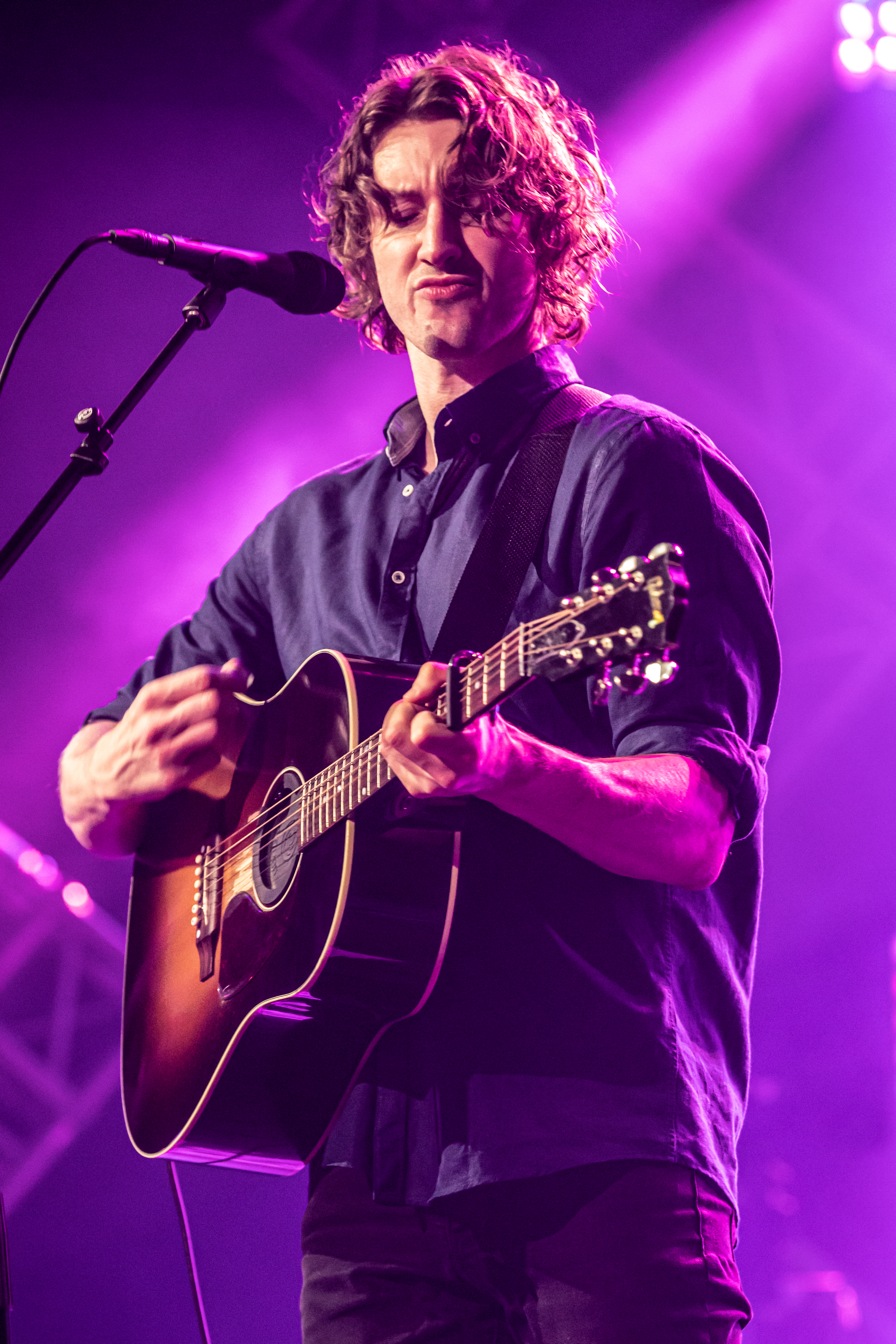
Dean Lewis (2019)

Dean Lewis (* 21. Oktober 1987 in Sydney) ist ein australischer Singer-Songwriter.

## Biografie
Dean Lewis brachte sich selbst das Gitarrespielen bei und wurde vor allem von der britischen Band Oasis inspiriert. Vor seiner Musikkarriere arbeitete er als Tontechniker im australischen Fernsehen. 2014 wurde Lewis beim Musiklabel Specific Music unter Vertrag genommen, im März 2016 folgte ein Vertrag bei Island Records.
Ende September 2016 wurde seine erste Single Waves veröffentlicht, welche in die ARIA Charts einstieg. Nach einigen Wochen erreichte sie Platz 12 als Höchstposition und wurde später mit Dreifachplatin ausgezeichnet. Im Mai 2017 erschien seine Debüt-EP Same Kind of Different. Bei den ARIA Awards 2017 wurde Lewis in fünf Kategorien nominiert. Im Juni 2018 veröffentlichte er die Single Be Alright, mit welcher er erstmals einen internationalen Erfolg erzielte, sie stieg in vielen europäischen Ländern in die Charts ein und erreichte mehrere Top-10-Platzierungen, zudem wurde sie sein erster Nummer-eins-Hit in Australien.
Im Januar 2025 veröffentlichte er die Single With You.

## Diskografie
Studioalben

| Jahr | Titel Musiklabel                      | Höchstplatzierung, Gesamtwochen, AuszeichnungChartplatzierungen (Jahr, Titel, Musiklabel, Platzierungen, Wochen, Auszeichnungen, Anmerkungen) | Höchstplatzierung, Gesamtwochen, AuszeichnungChartplatzierungen (Jahr, Titel, Musiklabel, Platzierungen, Wochen, Auszeichnungen, Anmerkungen) | Höchstplatzierung, Gesamtwochen, AuszeichnungChartplatzierungen (Jahr, Titel, Musiklabel, Platzierungen, Wochen, Auszeichnungen, Anmerkungen) | Höchstplatzierung, Gesamtwochen, AuszeichnungChartplatzierungen (Jahr, Titel, Musiklabel, Platzierungen, Wochen, Auszeichnungen, Anmerkungen) | Höchstplatzierung, Gesamtwochen, AuszeichnungChartplatzierungen (Jahr, Titel, Musiklabel, Platzierungen, Wochen, Auszeichnungen, Anmerkungen) | Höchstplatzierung, Gesamtwochen, AuszeichnungChartplatzierungen (Jahr, Titel, Musiklabel, Platzierungen, Wochen, Auszeichnungen, Anmerkungen) | Anmerkungen                                               |
| Jahr | Titel Musiklabel                      | DE | AT | CH | UK | US | AU | Anmerkungen                                               |
| ---- | ------------------------------------- | --- | --- | --- | --- | --- | --- | --------------------------------------------------------- |
| 2019 | A Place We Knew Island Records (UMG)  | DE32 (4 Wo.)DE | AT33 (1 Wo.)AT | CH11 Platin · (4 Wo.)CH | UK37 Gold · (4 Wo.)UK | US31 Gold · (4 Wo.)US | AU1 ×2Doppelplatin · (75 Wo.)AU | Erstveröffentlichung: 22. März 2019 Verkäufe: + 1.000.000 |
| 2022 | The Hardest Love Island Records (UMG) | DE56 (1 Wo.)DE | — | CH33 (1 Wo.)CH | — | — | AU4 (5 Wo.)AU | Erstveröffentlichung: 4. November 2022 Verkäufe: + 17.500 |
| 2024 | The Epilogue Island Records (UMG)     | DE66 (1 Wo.)DE | AT66 (1 Wo.)AT | CH18 (1 Wo.)CH | — | — | AU2 (1 Wo.)AU | Erstveröffentlichung: 18. Oktober 2024                    |